# St. Nikolaus (Frohnloh)

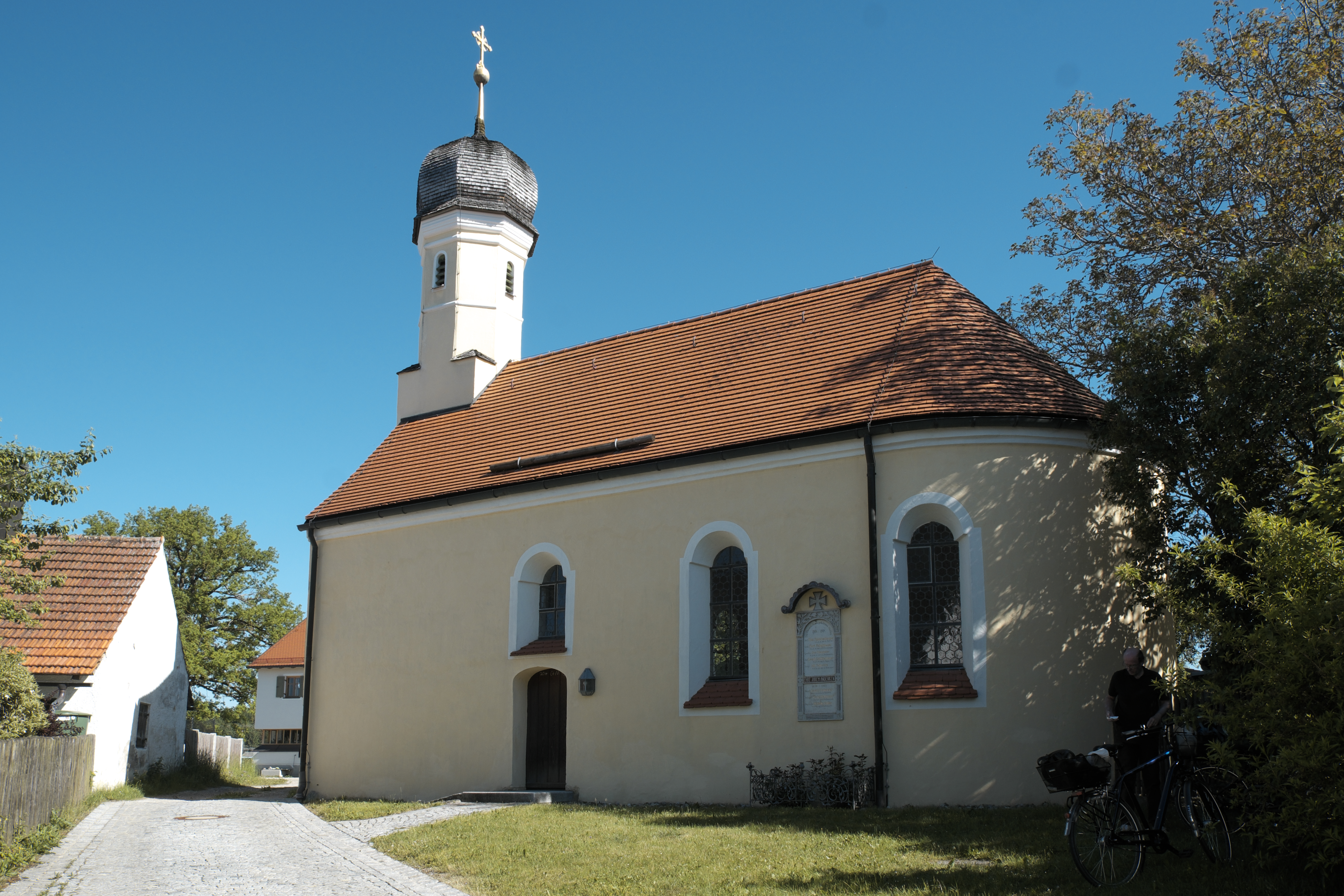
St. Nikolaus in Frohnloh

Die römisch-katholische Filialkirche St. Nikolaus in Frohnloh wurde 1715 errichtet.

## Geschichte
Der Weiler Frohnloh ist eine Gründung der Grafen von Andechs im Hochmittelalter. Im 17. Jahrhundert wurde es zur Hofmark.
Die Barockkapelle wurde erstmals im 12. Jahrhundert erwähnt. Kirchenpatron ist der heilige Nikolaus von Tolentino, was auf Augustiner als Seelsorger hindeutet. Ein Neubau wurde 1715 eingeweiht. Im Inneren finden sich ein Säulenaltar von 1700, eine thronende Muttergottes und Statuen der Erzengel Raphael und Gabriel, sowie des heiligen Nikolaus.